# キッチンオトボケ

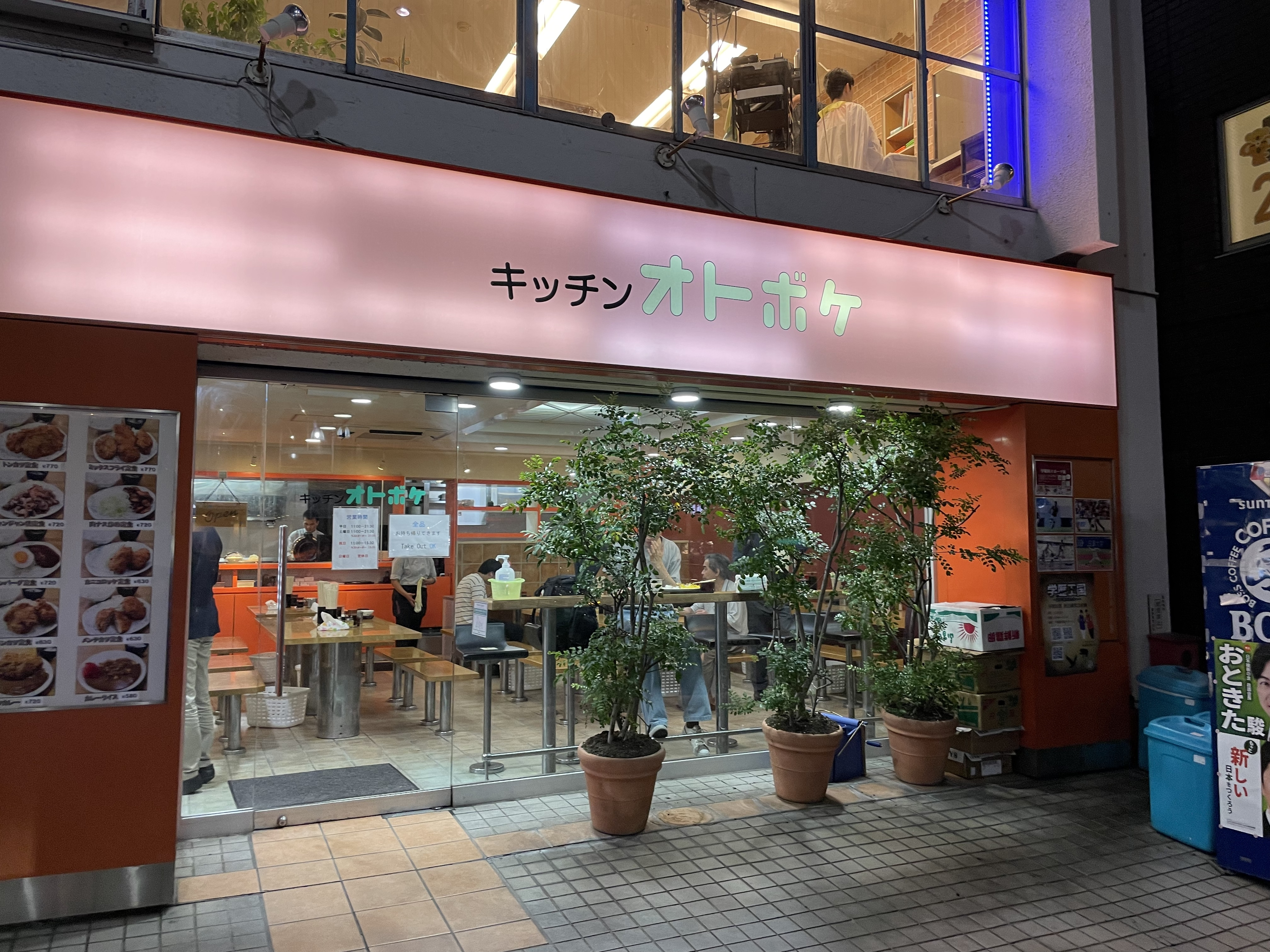
店舗外観、2023年撮影。

キッチンオトボケは、東京都新宿区馬場下町の定食屋。
1973年創業で、カレーライスやカツカレー、揚げ物、フライ、「ジャンジャン焼き」（豚肉を甘辛ダレで炒めた料理）を主軸とする。量の多さで知られ、客の8割が早稲田大学の学生とされる。

## 沿革

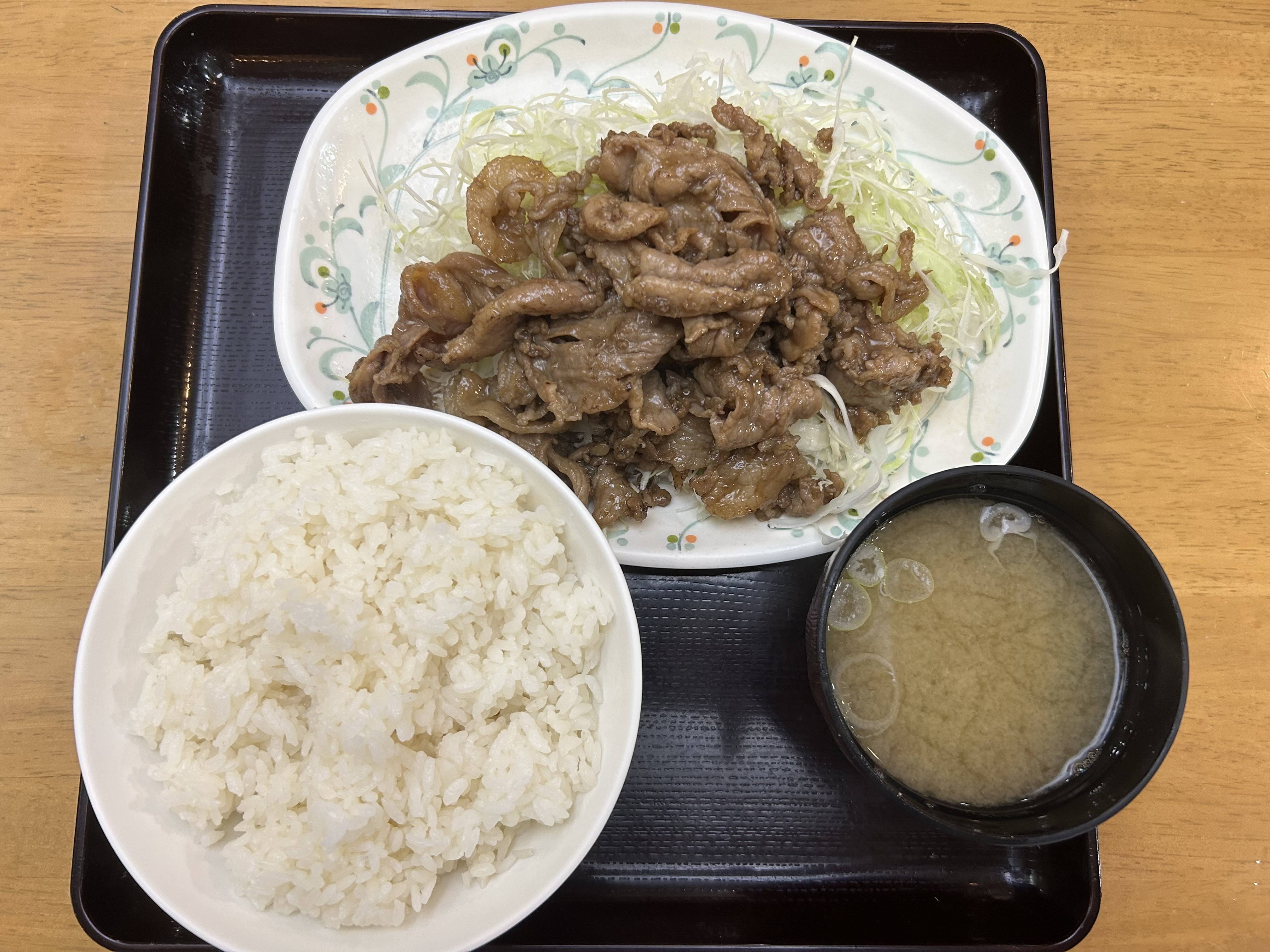
ジャンジャン焼き定食、2023年撮影。

店主の仁平雅男（1947年 – ）は1967年/1968年ごろ、神田神保町にあったレストランでジャンジャン焼き（豚肉を甘辛ダレで炒めた料理）を考案している。
その後、1973年に馬場下町、穴八幡の交差点でキッチンオトボケを創業した。
2010年代初のリニューアルで内装が一新された。

## 料理

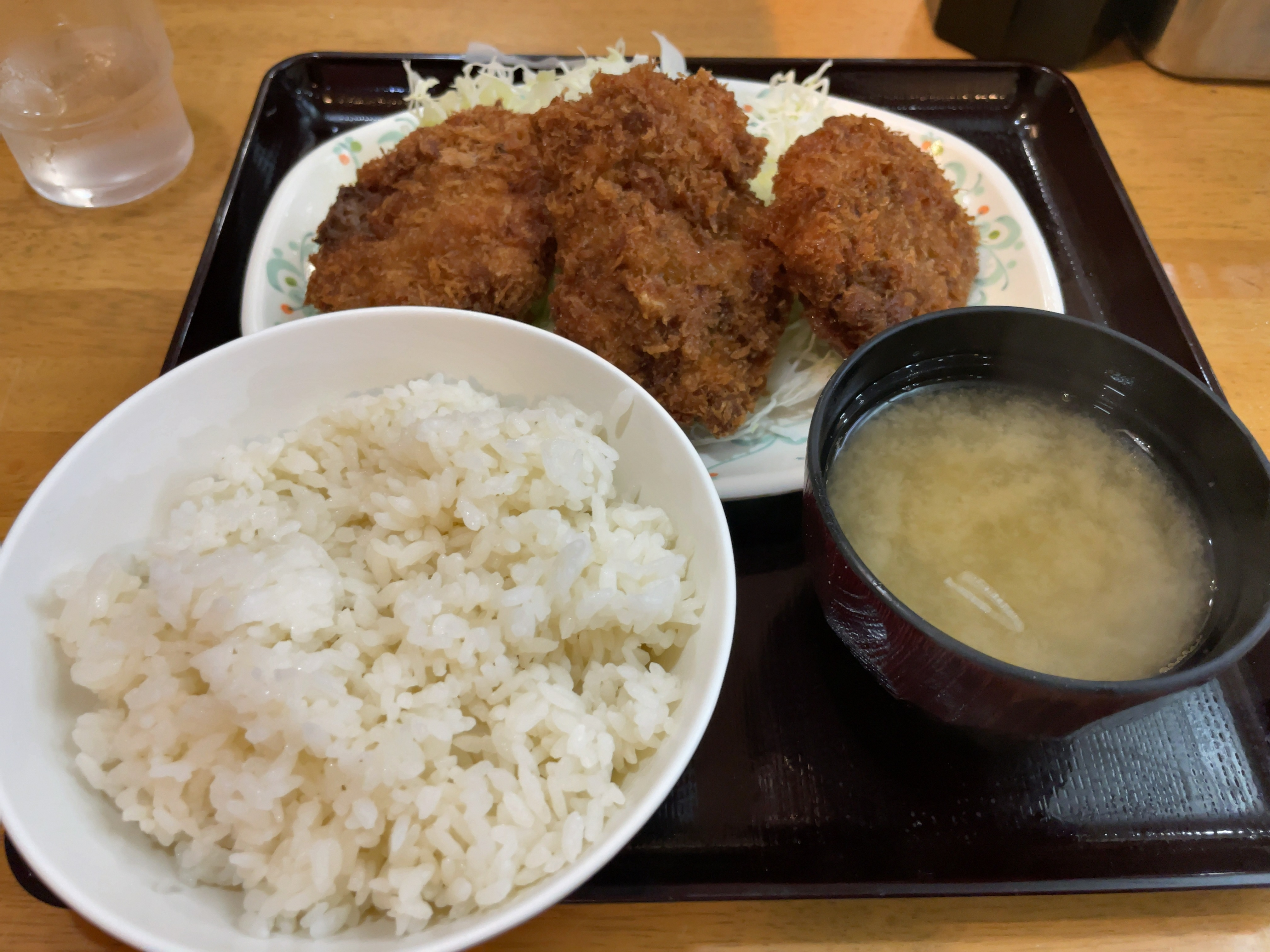
単品のメンチカツ1枚を追加したメンチカツ定食、2023年撮影。

券売機で食券を購入して店員に渡す形態であり、前述のジャンジャン焼きのほか、カツカレー、チキンカツ定食、メンチカツ定食、カニコロッケ定食、肉茄子炒め定食などが提供され、カツやコロッケといったおかずの単品追加もできる。券売機に記載されていない「特盛」も存在する。
量の多さで知られ、ジャンジャン焼き定食大盛に肉大盛りを追加し、重さをはかった結果を肉とキャベツ331グラム、ごはん586グラムとする雑誌記事、ジャンジャン焼き定食にご飯大盛りを追加した場合のごはんを700グラムとする記事が存在する。値段の低さと合わさって、コストパフォーマンスが良いとも評価される。
全般的に甘めの味付けで「どこか懐かしさを感じさせる昭和の味」と評されている。ジャンジャン焼きが長い間同店の看板メニューとなっているほか、メンチカツ定食は「玉ねぎの甘みがじんわり優しい」、チキンカツ定食は定食評論家の今柊二により「適度な脂っこさが嬉しい」と評された。
食材は肉を毎日朝晩2回仕入れて使い、あきたこまちとコシヒカリを毎日60キログラム使用している。このほか、テーブルには福神漬、沢庵漬け、揚げ物用のソース、一味唐辛子、練りからしといった調味料が常備されている。

## 客層
早稲田大学の学生間での名店になり、2000年代には早稲田大学の学生が食事をすることを「トボケる」と呼称するほどだった。2011年時点で客の8割が早稲田大学の学生とされ、卒業生が味を懐かしむために訪れることも多いという。店長によれば、男子学生ばかり来店した時期があったが、2019年時点では女子学生もみられるようになった。今柊二はこれを2016年の数年前に行われたリニューアルで内装が綺麗になったことを理由として挙げている。
映像ディレクターの高橋弘樹は大学時代に毎日キッチンオトボケに通っており、「極めて普通のとんかつ屋」と評したものの「なじみの店」という安心感があったという。BOOMERの伊勢浩二は下積み時代、西早稲田に住んでいたときにキッチンオトボケに通っており、のちに回想して「安くてうまくて、まさに下積み時代の思い出のメシ」と評している。店長によれば、野球選手の松本匡史と山倉和博も常連だったという。